# 坎佩安新镇
坎佩安新镇（西班牙語：Villanueva de Campeán）是西班牙卡斯蒂利亚-莱昂萨莫拉省的一个市镇。 总面积12平方公里，总人口184人（2001年），人口密度15人/平方公里。